# Ela (singolo)
Ela è un singolo della cantante greco-tedesca Andromache, pubblicato l'11 marzo 2022 su etichetta discografica Panik Records.

## Descrizione
Il 9 marzo 2022 è stato confermato, durante uno speciale in diretta televisiva, che l'emittente pubblica CyBC ha selezionato Andromache internamente come rappresentante cipriota all'Eurovision Song Contest 2022. Ela è stato rivelato come suo brano eurovisivo e mostrato in anteprima alla fine del programma; dopo essere stato reso disponibile in esclusiva sul sito della Panik Records, è pubblicato in digitale il successivo 11 marzo. Il brano è bilingue: le strofe sono cantante in inglese, mentre il ritornello è in greco, rendendolo il primo brano cipriota a utilizzare la lingua madre dell'isola dall'Eurovision Song Contest 2013. Nel maggio successivo Andromache si è esibita durante la seconda semifinale della manifestazione europea, dove si è piazzata al 12º posto su 18 partecipanti con 63 punti totalizzati, non riuscendo a qualificarsi per la finale. Ha conseguito il 9º posto nel televoto, risultato la più votata della serata in Azerbaigian, ma si è classificata all'ultima posizione nel voto delle giurie nazionali con 9 punti.

## Tracce
Testi e musiche di Alex Papaconstantinou, Arash, Eyelar Mirzazadeh, Fatjon Miftaraj, Filloreta Raçi, Geraldo Sandell, Giorgos Papadopoulos, Robert Uhlmann, Viktor Svensson e Yll Limani.
1. Ela – 3:02

## Classifiche
| Classifica (2022) | Posizione massima |
| ----------------- | ----------------- |
| Grecia            | 45                |
| Lituania          | 76                |